# Diane Kurys
Diane Kurys (3 de diciembre de 1948) es una cineasta y actriz francesa. 

## Carrera
Nació en Lyon, Ródano, y es la menor de dos hijas nacidas de padres judíos rusos que se divorciaron cuando ella era niña. Varias de sus películas como directora son semi-autobiográficas.
Después de actuar en algunas películas entre 1972 y 1976, en 1977 hizo su debut como directora en la película Diabolo menthe (1977), que exploró su vida como hija de padres divorciados y se centró en su relación con su hermana, a quien le dedicó la película. Cocktail Molotov (1980) fue su siguiente película. En Coup de Foudre (1983) aborda el tema del divorcio, con Isabelle Huppert interpretando a la madre de la heroína.
Kurys hizo su primera película en inglés, A Man in Love, en 1987, protagonizada por Peter Coyote y Greta Scacchi. Al final de la película, el personaje de Scacchi deja de actuar para convertirse en escritora; haciéndose eco de la propia transición de Kurys en la vida. Dirigió la película de época Children of the Century (1999) y la película biográfica sobre Françoise Sagan en 2008, titulada simplemente Sagan. En 2013 dirigió Pour une femme, protagonizada por Benoît Magimel, Mélanie Thierry y Nicolas Duvauchelle.

## Filmografía

### Directora
- 1977 - Peppermint Soda
- 1980 - Cocktail Molotov
- 1983 - Entre Nous
- 1987 - A Man in Love
- 1990 - C'est la vie
- 1992 - Love After Love
- 1994 - À la folie
- 1999 - The Children of the Century
- 2003 - I'm Staying!
- 2005 - L'anniversaire
- 2008 - Sagan
- 2013 - Pour une femme
- 2016 - Arrête ton cinéma

## Premios y reconocimientos
Premios Óscar
| Año  | Categoría                          | Película       | Resultado |
| ---- | ---------------------------------- | -------------- | --------- |
| 1984 | Mejor película de habla no inglesa | Entre nosotras | Nominada  |

Festival Internacional de Cine de San Sebastián
| Año  | Categoría                 | Película       | Resultado |
| ---- | ------------------------- | -------------- | --------- |
| 1983 | Premio FIPRESCI           | Entre nosotras | Ganadora  |
| 1983 | Premio Ateneo Guipuzcoano | Entre nosotras | Ganador   |